# Die Perlen der Cleopatra
Die Perlen der Cleopatra ist eine Operette in drei Akten von Oscar Straus (Musik) nach einem Libretto von Julius Brammer und Alfred Grünwald.

## Aufführungsgeschichte
Die Uraufführung fand am 17. November 1923 am Theater an der Wien in Wien statt, die deutsche Erstaufführung am 22. März 1924 im Berliner Theater am Nollendorfplatz. Die Hauptrollen sangen und spielten Fritzi Massary als Cleopatra und Richard Tauber als Silvius; die Rolle des Marcus Antonius gab in Wien Massarys Ehemann Max Pallenberg, in Berlin Hans Albers. Die englische Erstaufführung erfolgte am 2. Juni 1925 im Daly's Theatre London mit Evelyne Lane in der Titelpartie. In der NS-Zeit verboten, wurde das Werk in den 1950er Jahren in einer politisch und erotisch entschärften Neufassung durch Straus’ Sohn Erwin auf die Bühnen gebracht; eine weitere Fassung, die politisch aktualisiert, um zusätzliche Personen erweitert und durch Jazz-Arrangements angereichert war, erlebte am 31. Dezember 1957 in Zürich ihre Premiere.

## Handlung

### Erster Akt
Früh am Morgen trifft im Palast der ägyptischen Königin Cleopatra der aus Syrien stammende Prinz Beladonis ein. Er gibt vor, eine politische Mission habe ihn in das Land der Pyramiden geführt. Deswegen müsse er dringend mit Cleopatra sprechen. Deren Erster Minister Pampylos unterweist ihn in den Etiketten des ägyptischen Hofes. Anschließend meldet er den Besuch der Herrscherin. Die aber hat schlecht geschlafen, was sich auf ihre Laune niederschlägt. An Politik will sie jetzt nicht denken; vielmehr sehnt sie sich nach einem kleinen ägyptischen Flirt. Außerdem will sie auch noch von ihrem Minister wissen, was ihr die Sterne in Liebesdingen prophezeien. Der gerissene Pampylos weiß, was seine Herrin hören möchte, und dementsprechend fällt sein Horoskop aus.
Derweil macht in dem Palast ein weiterer Ausländer seine Aufwartung. Es ist der Offizier Silvius, der Cleopatra eine Botschaft aus Rom überbringen soll. Silvius ist der heimliche Geliebte von Cleopatras Hofdame Charmian. Vom Versteckspielen hat er mittlerweile genug und nutzt seine Audienz bei Cleopatra, um ihr die Zustimmung zu seiner Heirat mit ihrer Untergebenen abzuringen. Als aber Cleopatra den feschen Römer sieht, hat sie nur noch das eine Ziel, sich den Kerl selbst dienstbar zu machen. Sie umgarnt ihn nach allen Regeln der Kunst, und bald hat der Römer seine Charmian vergessen. Jetzt gilt es zu testen, ob Silvius ihr Verlangen auch wirklich befriedigen kann. Schnell hat sie ein paar ihrer Liebesperlen in Wein aufgelöst und den Trank ihrem Opfer gereicht. Bald zeigt sich, dass Silvius Cleopatras Wünsche durchaus zu befriedigen weiß. Damit er ihr immer auf Abruf zur Verfügung stehe, ernennt sie ihn kurzerhand zum Chef ihrer Palastwache.

### Zweiter Akt
Beladonis kann nicht verstehen, dass ihn Ägyptens Königin so lange warten lässt. Um dem Zornigen etwas Abwechslung zu verschaffen, geleitet ihn Pampylos zu einem Haus, in dem schöne Mädchen nur darauf warten, die erotischen Wünsche ihrer männlichen Kunden zu befriedigen.
Ganz andere Sorgen plagen den Römer. War er gestern für die Königin noch gut genug, ist sie heute mit seiner sexuellen Leistung keinesfalls zufrieden. Er kommt sich vor, als hätte ihn Cleopatra aufs Abstellgleis gestellt. Rachegedanken keimen in ihm auf. Als er vernimmt, eine Gruppe Aufständischer wolle Cleopatra stürzen, schließt er sich den Rebellen an. Der Palastwache gelingt es jedoch, den Putsch niederzuschlagen. Alle Aufrührer werden eingekerkert.

### Dritter Akt
Pampylos meldet seiner Chefin, der römische Triumphator Marcus Antonius sei soeben mit seiner Flotte in den Hafen eingelaufen. Es sei bald mit seiner Ankunft im Palast zu rechnen. Unter diesen Umständen hält es Cleopatra nicht länger für angebracht, den Römer Silvius gefangen zu halten. Im Nu wird er begnadigt und in Freiheit gesetzt.
Wie weiland Cäsar kann auch Marcus Antonius der Verführung dieser schönen Frau nicht widerstehen. Bereitwillig folgt er in ihre Privatgemächer und schlürft den dort bereitgestellten köstlichen Wein, in dem Cleopatra bereits vorsorglich eine ihrer Liebesperlen aufgelöst hat.

## Lieder (Auswahl)

### Im ersten Akt
- Die Königin ist erwacht (Chor)
- Meine kleine Liebesflöte (Prinz Beladonis)
- Mir fehlt nichts als ein kleiner ägyptischer Flirt (Cleopatra)
- Die Liebe ist doch nur ein süßer Schwindel (Hofdame Charmian)
- Ich bring mein Herz dir zärtlich entgegen (Cleopatra)
- Immer einsam und allein (Cleopatra)

### Im zweiten Akt
- O Land der Pharaonen (Chor)
- Für euch allein muss es geschehen (Pampylos)
- Ja, so ein Frauenherz (Cleopatra)
- Zu meinen Füßen will ich sie nur einmal sehen (Silvius)
- So wahr ich bin Cleopatra (Cleopatra)

### Im dritten Akt
- Ich bring mein Herz dir zärtlich entgegen (Reprise)
- Ach Anton, steck den Degen ein (Cleopatra)
- Immer einsam und allein (Finale – Ensemble)

## Diskographie
Gesamtaufnahme (2003) erschienen auf cpo 777 022-2 [2004] mit ausführlichem Einführungstext (Interpreten: Morenike Fadayomi, Iva Mihanovic, Michael Zabanoff, Axel Mendrok u. a.; Franz-Lehár-Orchester, Chor des Lehár Festivals Bad Ischl, Ltg. Herbert Moog).